# Монаднок
Монаднок — гора в Новой Англии штат Нью-Гэмпшир.
Известна своим присутствием в произведениях американских писателей Германа Мелвилла, Генри Дэвида Торо и Ральфа Эмерсона. Является самой высокой точкой в округе Чешир и имеет славу горы на которую чаще всего в мире совершают восхождение.
По имени горы в Новой Англии монадноком также называют останцовые возвышенности, сложенные твёрдыми горными породами и резко поднимающиеся над окружающей местностью.